# Prolasius flavicornis
Prolasius flavicornis é uma espécie de formiga do gênero Prolasius, pertencente à subfamília Formicinae.